# Vladislav Napoleonovič Klembovskij
Vladislav Napoleonovič Klembovskij, noto anche come Vladimir Nikolaevič Klembovskij (in russo Владислав Наполеонович [Владимир Николаевич] Клембовский?; Mosca, 28 giugno 1860 – Mosca, 19 luglio 1921), è stato un militare russo.

## Biografia
È stato un comandante militare russo durante la prima guerra mondiale. Dopo aver frequentato con profitto la scuola militare Aleksandrov nel 1879, si laureò alla Imperiale Accademia Militare nel 1885. Due volte ferito e contuso nella guerra russo-giapponese del 1905. Il 9 settembre 1917, mentre comandava il fronte nord (comando assunto dal 1º giugno), fu nominato da Aleksandr Kerenskij (capo del governo provvisorio russo) comandante supremo dell'esercito russo, in sostituzione di Lavr Georgievič Kornilov che aveva appena tentato un colpo di Stato contro Kerenskij. Arrestato dai bolscevichi durante la rivoluzione, fu rilasciato nell'estate 1918. Si dedicò alla cura dell'archivio storico militare. Fu nuovamente arrestato alla fine del 1920 con l'accusa di aver favorito i polacchi nella guerra in corso. Morì nel carcere di Butyrka (Mosca) in seguito ad uno sciopero della fame di 14 giorni.

## Premi
- Ordine di San Stanislao di 3° grado (1886)
- Ordine di S. Anna di 3° grado (1890)
- Ordine di San Stanislao di 2° grado (1896)
- Ordine di S. Anna di 2° grado (1901)
- Ordine di San Vladimiro di 4º grado con spade (1905)
- Ordine di San Vladimiro di 3ª classe con spade (1905)
- Ordine di San Stanislao di 1º livello (1908)
- Ordine di S. Anna di 1º livello (1912)
- Ordine di San Giorgio di 4° grado (4 novembre 1914)
- Ordine di San Vladimiro di 2ª classe con spade (12 giugno 1914)
- Spade dell'Ordine di S. Anna di 1° grado (18 marzo 1915)
- Ordine dell'Aquila Bianca con spade (17 novembre 1915)
- Spada di San Giorgio (20 luglio 1916)